# 9741 Solokhin
9741 Solokhin eller 1987 UU4 är en asteroid i huvudbältet som upptäcktes den 22 oktober 1987 av den sovjetisk-ryska astronomen Ljudmila Zjuravljova vid Krims astrofysiska observatorium på Krim. Den är uppkallad efter Valentin F. Solokhin.
Asteroiden har en diameter på ungefär 5 kilometer.